# Juan VII de Salm-Kyrburg

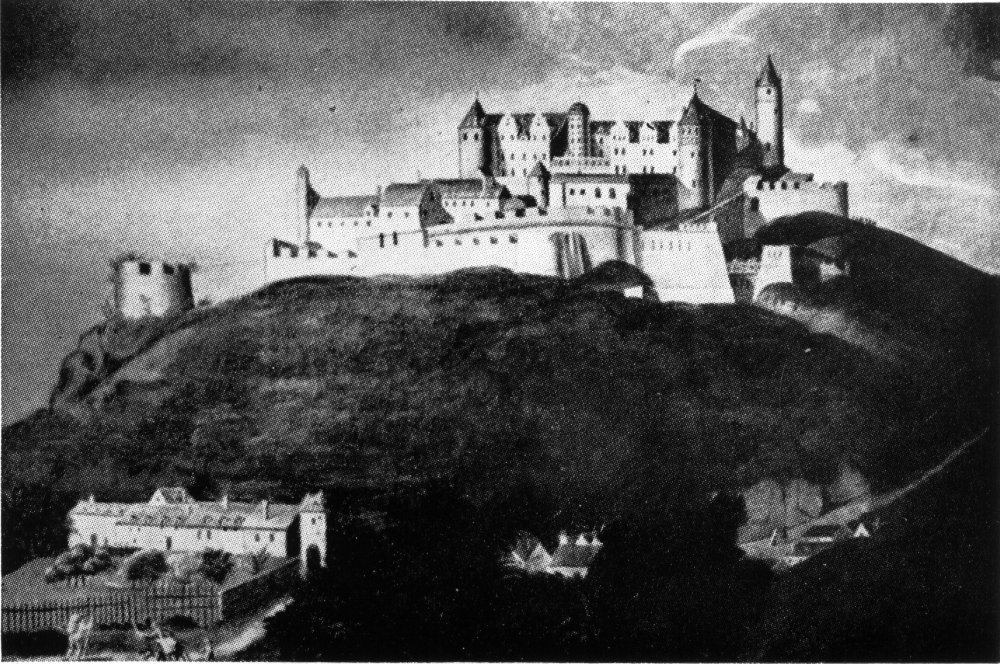
Castillo de Kirburg,.

Juan VII de Salm-Kyrburg  (en alemán: Yohann VII von Salm-Kyrburg; *1493 - 11 de diciembre de 1531) fue un Conde de Salm, de Wild y Rhinegrave en Kirburg (cerca de la ciudad de Kirn).

## Vida
Fue hijo de Juan VI (†24 de diciembre de 1499), de Salm-Down-Kirburg y su esposa la condesa Juana de Mors-Saarverden (†1513), hija del condé Nicolás de Mors-Saarverden (†1495) y de Barbara de Fintingen (†1492/1494).
Sus hermanos fueron Friedrich de Down (†1490), maestro de Maguncia y Colonia, Jacobo de Down († 1533), capitulador de Tréveris, Colonia y Estrasburgo, y Felipe (1492-1521), Vild-Rheingraf von Down, Condé de Salm.
Juan VII murió el 11 de diciembre de 1531 y fue enterrado en St. Johannisberg.

### Matrimonio e hijos
Juan VII se casó con Ana de Isenburg-Büdingen-Kelsterbach (* 1498/1500-†1551/1557), hija del Condé Felipe de Isenburg-Büdingen-Rönberg-Kelsterbach (1467-1526) y de Amalia de Reyn (1478-1543). Tuvieron 8 hijos:
- Juan VIII (1522-1548), Wien-Reingraf en Kirchberg-Möhringen (1531-1548), se casó el 14 de enero de 1540 en Waldburg por la condesa Ana de Hohenloe-Waldburg (1520/1524-1594).
- Tomás (1529-1553), Weld y Reingrass en Kirburg-Pütlingen, Dimmeringen-Wildeburg, se casó con 1548/49 por la condesa Juliana de Hannover-Münzenberg (1529-1595).
- Ursula (1515-1601), se casó con por primera vez el 28 de junio de 1537 con el Condé Ruperto del Palatinado-Veldenz (1506-1544). Contrajo matrimonio nuevamente en 1546 con el condé Juan de Down-Falkenstein (†1579).
- Isabel (circa 1517-1584).
- Juana (Johana) (1518-1595), casada en 1539 con Federico Jorge I de Fleckenstein - Dagstul (†1553).
- Ana, casada en 1547 con el conde Hristoph Ludwig von Tengen-Nelenburg (†1552).
- Adelaila (†1580), casada 1543 con Karl I Schenk von Limpurg (1498-1558).
- Antonia (†1589), casada el 15 de junio de 1545 con Freichir Virih de Krichingen (†1587).